# Marché de Noël de Magdebourg
Le marché de Noël de Magdebourg est un marché de Noël se déroulant chaque année à Magdebourg, capitale du Land de Saxe-Anhalt.
Il commence le lundi qui suit le dimanche des morts (de) et dure jusqu'au 30 décembre. Plus de deux millions de personnes visitent chaque année les 160 stands du marché de Noël. Il se compose d'une cinquantaine de commerçants proposant des articles variés liés à Noël, d'une douzaine de cabanes servant du vin chaud, une cinquantaine de stands de snacks et une quinzaine de commerces de fête foraine.
Le 20 décembre 2024, lors du marché de Noël, un individu projette une voiture dans la foule faisant plusieurs morts et de nombreux blessés.